# Sneider Rivas
Sneider de Jesus Rivas Machado (Bogotá, 24 de dezembro de 1995) é um jogador de vôlei de praia colombiano.

## Carreira
Estreou no circuito sul-americano em 2016  ao lado de Sebastián Denis na etapa de Cartagena das Índiase terminaram na nona posição. Em 2016,  formou dupla com Edgardo Cuello e foram eliminados nas quartas de final dos Jogos Bolivarianos de Praia em Iquique.Juntos em 2017, terminaram na nona posição na etapa de Coquimbo e na sétima no Finals CSV 2016-17 em Maringá.
Em 2018, estreou no circuito mundial com Sebastián Denis e terminaram na décima terceira posição no torneio uma estrela em Miguel Pereira, também disputaram o circuito NORCECA  e terminaram na sétima posição em Punta Cana e o décimo primeiro lugar no campeonato NORCECA em Boca Chica e em 2019, disputaram o torneio uma estrela de Miguel Pereira e novamente ficaram na décima terceira colocação e representando Bolívar na vigésima primeira edição dos Jogos Desportivos Nacionais em Cartagena das Índias e foram medalhistas de ouro.
Em 2020, com Sebastián Denis esteve em Montevidéu na Continental Cup e terminaram em terceiro lugar, alcançando no circuito sul-americano o décimo terceiro lugar em Coquimbo e em nono em Lima, e em 2021, conquistou o quarto lugar no Finals CSV de 2019-20, e na etapa de Santiago válida pelo circuito sul-americano 2021-22, terminaram no quinto lugar.
Em 2022, esteve ao lado de Yeferson de la Hoz nos Jogos Sul-Americanos de Assunção e terminaram na nona posição e também formou dupla com Johan Murray e disputaram os Jogos Bolivarianos de 2022 em Valledupar forma medalhistas de bronze e conquistaram bons resultados no circuito sul-americano 2021-22, como o quinto lugar em San Juan (Argentina) e em Mollendo, além do vice-campeonato em e Cochabamba, e o quinto lugar no Finals CSV 2021-22 em Uberlândia e terminaram no trigésimo sétimo lugar no Mundial de Roma 2022. No Circuito Sul-Americano de 2023, estiveram juntos na etapa de Rancagua terminando em nono lugar e com Juan Carlos Noriega conquistou as quintas posições nas etapas de San Juan, Malargüe e Santiago.

## Títulos e resultados
- Finals CSV de 2019-20